# Cargo Air
Cargo Air Ltd, denominata cargoair, è una compagnia aerea cargo bulgara con sede a Sofia, Bulgaria. La compagnia opera voli charter in tutta Europa e nel Medio Oriente. Le basi principali della compagnia aerea sono l'aeroporto di Colonia-Bonn e l'aeroporto di Sofia.

## Storia
La società fu costituita nel luglio 1997 con la denominazione Vega Airlines. Le attività di volo iniziarono nel novembre dell'anno successivo con una flotta composta esclusivamente da Antonov An-12 tutto-merci. Il volume di traffico non risultò comunque sufficiente e i responsabili dell'azienda decisero di sospendere le attività all'inizio del millennio.
Nel novembre 2007 l'aerolinea fu ricostituita con la denominazione Cargo Air e come rappresentante generale delle vendite dell'aerolinea bielorussa Rubystar, che volava con Antonov An-12 e Ilyushin Il-76. Lo stesso anno, Cargo Air acquistò un Boeing 737-300F  con cui iniziò attività in proprio nel settembre dell'anno seguente. Da luglio 2009, la compagnia ha iniziato le operazioni per conto di TNT Airways. Nel settembre 2009, ha acquistato un secondo Boeing 737-300F. A causa della crescente domanda di operazioni di leasing di aeromobili a lungo termine e charter ad hoc, la direzione dell'azienda ha deciso di acquistare un terzo Boeing 737-300F, consegnato nel settembre 2011. A febbraio 2013, la società ha acquistato un Boeing 737-400; la conversione in configurazione tutto-merci è stata completata nel luglio 2013. Il 15 luglio, ha iniziato a operare per conto dei European Air Transport (poi assorbita dalla EAT Leipzig). Nel novembre 2013 Cargo Air ha aggiunto il secondo Boeing 737-400F, nel luglio 2015 il terzo e nel gennaio 2016 il quarto. Nel febbraio 2016 la compagnia aerea ha acquistato due Boeing 737-800(BCF). A novembre e dicembre 2016 la compagnia aerea ha aggiunto altri due Boeing 737-400F alla propria flotta. Per un breve periodo nell'estate 2017, Cargo Air ha operato voli passeggeri/ACMI per conto di Air Mediterranean e Travel Service.

## Flotta

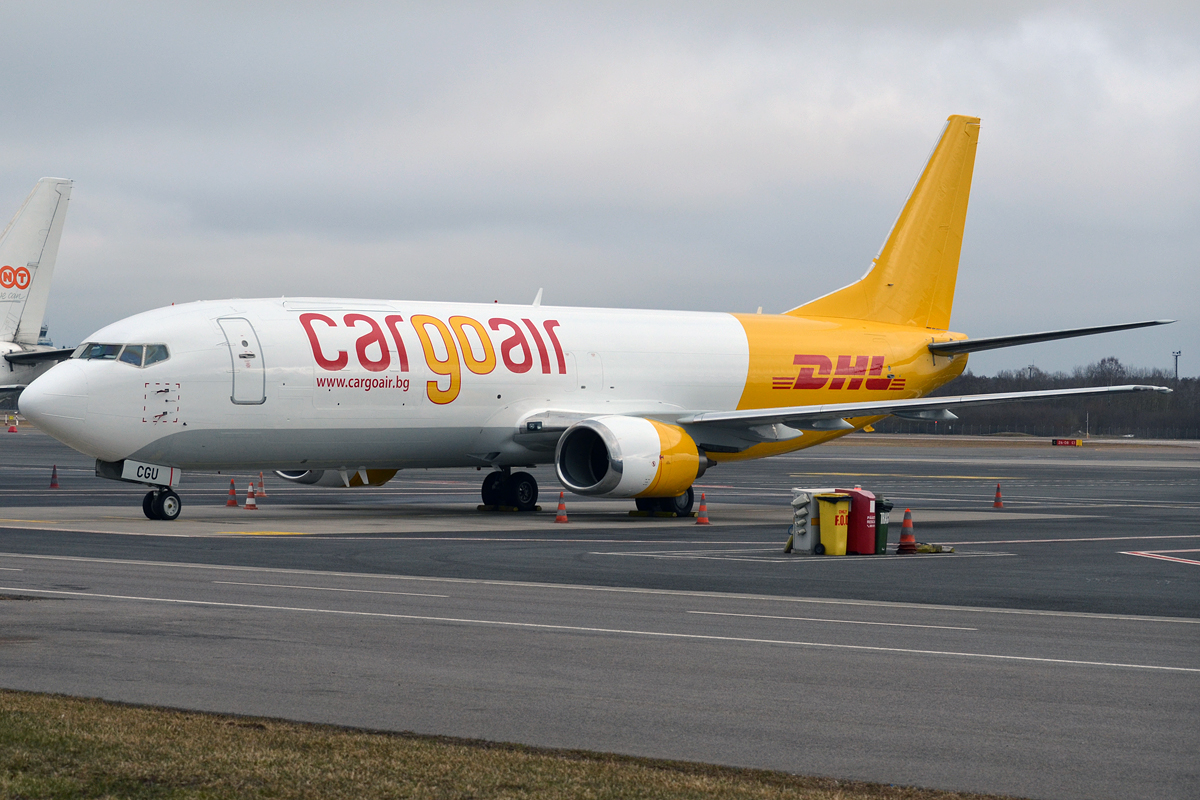
Uno dei Boeing 737-400 operati per DHL.

A settembre 2024 la flotta di Cargo Air è così composta: